# Beaulieu-sur-Mer
Beaulieu-sur-Mer là một xã ở tỉnh Alpes-Maritimes, vùng Provence-Alpes-Côte d’Azur ở đông nam nước Pháp.

## Thành phố kết nghĩa
- Tempe, Mỹ